# Oliver e Seus Companheiros
Oliver & Company (bra: Oliver e Seus Companheiros ou Oliver e Sua Turma; prt: Oliver e Seus Companheiros) é um filme estadunidense de animação de 1988 produzido pela Walt Disney Pictures baseado no livro Oliver Twist de Charles Dickens.
É o vigésimo-sétimo filme de animação dos estúdios Disney e foi lançado nos cinemas dos EUA em 18 de Novembro de 1988, sendo dirigido por George Scribner e conta com as vozes de Joseph Lawrence, Billy Joel, Bette Midler e Natalie Gregory na versão original.
Oliver & Company mostra Oliver, um gatinho sem lugar para morar, que se junta a uma gangue de cães para conseguir sobreviver na cidade grande.

## Elenco
- Joseph Lawrence como Oliver: O Protagonista da história é um adorável gatinho que está abandonado à sua sorte e se junta a gangue de Fagin, antes de ser adotado pela adorável Jennifer. O que Oliver mais quer é ser amado.
- Billy Joel como Dodger/Esperto é um cão descolado e mulherengo que se considera um especialista das ruas da cidade grande. É o líder da gangue canina e se torna o melhor amigo de Oliver.
- Dom DeLuise como Fagin: é um rapaz pobre e desempregado que vive em um barco com seus cães, os quais aparentemente são sua única companhia, ao mesmo tempo em que ele faz uso dos mesmos afim de ganhar algum dinheiro. Ele precisa desesperadamente de dinheiro para pagar sua dívida com Sykes. Devido a isso, ele é forçado a fazer coisas horríveis, mas ele tem um coração de ouro.
- Natalie Gregory (diálogos) e Myhanh Tran (músicas) como Jennifer "Jenny" Foxworth: É uma menina linda e rica que adota Oliver e o leva para sua casa.
- Cheech Marin como Tito: É um pequeno chihuahua da gangue e é louco por Georgette. Também é muito falante, por exemplo. Possui sotaque espanhol.
- Bette Midler como Georgette: É a antagonista do filme, uma pretensiosa e premiada poodle dos Foxworth, que tem ciúmes da atenção que Oliver começa a ter. Quando Tito se mostra atraído por ela, responde primeiramente com repulsa, porém, no final ela resolve corresponder ao cão.
- Robert Loggia como Sykes: É o principal vilão do filme, é um homem perigoso e insensível, que emprestou uma quantidade considerável de dinheiro para Fagin e espera que o mesmo o pague, senão será morto.
- Richard Mulligan como Einstein: Um Great dane cinza, que representa o estereótipo de que os dinamarqueses grandes são cães amigáveis. Inteligência não é o seu forte, mas possui certa força.
- Roscoe Lee Browne como Francis: Um bulldog com um sotaque britânico, ele aprecia as artes e teatro, e detesta qualquer abreviatura de seu nome como "Frank" ou "Frankie".
- Sheryl Lee Ralph (diálogos) e Ruth Pointer (músicas) como Rita: Uma Saluki, cativante e envolvente, é a única mulher da gangue.
- William Glover como Winston: O desajeitado mas fiel mordomo da família Foxworth. É a companhia de Jenny enquanto seus pais estão em viagem, e aparentemente é um bom amigo da mesma, aceitando também o fato desta ter Oliver em sua casa.
- Carl Weintraub como Roscoe e Taurean Blacque como Desoto: São os Dobermann fiéis e maus encarados de Sykes; eles parecem ter uma longa rivalidade com Dodger e seus amigos. Também, se colocam como vilões no filme.

## Música
A trilha sonora instrumental de Oliver & Company foi composta e produzida por J. A. C. Redford e gravada por Joel Moss. Foi orquestrado por Thomas Pasatieri com supervisão por Carole Childs.

### Trilha sonora original
| N.º | Título                              | Compositor(es)                             | Intérprete(s) | Duração |  |
| 1.  | "Once Upon a Time In New York City" | Howard Ashman, Barry Manilow               | Huey Lewis    | 3:57    |  |
| 2.  | "Why Should I Worry?"               | Dan Hartman, Charlie Midnight              | Billy Joel    | 3:34    |  |
| 3.  | "Streets of Gold"                   | Dean Pitchford, Tom Snow                   | Ruth Pointer  | 3:38    |  |
| 4.  | "Perfect Isn't Easy"                | Jack Feldman, Barry Manilow, Bruce Sussman | Bette Midler  | 3:01    |  |
| 5.  | "Good Company"                      | Ron Rocha                                  | Myhanh Tran   | 3:13    |  |
| 6.  | "Sykes"                             | J. A. C. Redford                           |               | 2:19    |  |
| 7.  | "Bedtime Story"                     | J. A. C. Redford                           |               | 4:41    |  |
| 8.  | "The Rescue"                        | J. A. C. Redford                           |               | 3:24    |  |
| 9.  | "Pursuit Through the Subway"        | J. A. C. Redford                           |               | 3:47    |  |
| 10. | "Buscando Guayaba"                  | Rubén Blades                               | Rubén Blades  | 3:50    |  |
| 11. | "End Title"                         | J. A. C. Redford                           |               | 1:16    |  |

## Prêmios e indicações
| Motion Picture Sound Editors | Melhor Edição de Som |

| Young Artist Awards | Melhor Filme Familiar - Animação               |
| Golden Globe Award  | Melhor Canção Original - "Why Should I Worry?" |